# Mignatta
Mignatta (česky: pijavice) bylo řiditelné torpédo vyvinuté za první světové války pro Italské královské námořnictvo. Plavidlo bylo ovládáno dvěma potápěči, kteří na cíl umístili magnetické miny. V roce 1918 dokázalo potopit rakousko-uherskou vlajkovou loď SMS Viribus Unitis, což byl první úspěšný útok žabích mužů na válečnou loď.

## Vývoj

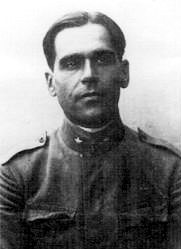
Raffaele Rossetti

Za první světové války na sebe slabší rakousko-uherské námořnictvo vázalo hlavní síly italského námořnictva a část francouzského námořnictva. Za války přitom nepodnikalo téměř žádné akce a činilo tak kotvíc na dobře chráněných základnách. Italové proto vymýšleli různé způsoby, jak do nich proniknout a svého protivníka oslabit. V červnu 1915 italský inženýr Raffaele Rossetti vymyslel koncept řiditelného torpéda s pomalým chodem, ovládaného potápěči a vyzbrojeného minou. Pro tuto myšlenku se mu však dlouho nedařilo získat pozornost nadřízených, a proto se Rossetti přesunul do La Spezia, kde na svém torpédu nejprve pracoval tajně. Spolupracoval s ním námořní důstojník Raffaele Paolucci, který se za války věnoval způsobům nasazení žabích mužů do speciálních operací. Provozuschopná Mignatta vznikla na počátku roku 1918.

## Konstrukce
Jednalo se o upravené italské bronzové 600mm torpédo typu B57, kterého se při bojové plavbě přidržovala dvoučlenná posádka žabích mužů. Torpédo plulo těsně pod hladinou a jeho posádka měla hlavu nad hladinou. Mignatta byla vyzbrojena dvěma minami po 170 kg TNT, které byly neseny v přídi a nad cíl se připevňovaly pomocí magnetů. Jejich odpálení bylo řízeno časovačem, aby měla posádka čas se vzdálit z místa výbuchu. Motor na stlačený vzduch poháněl jeden čtyřlistý lodní šroub. Plavidlu uděloval rychlost 3–4 uzly při dosahu 8–10 námořních mil.

## Služba

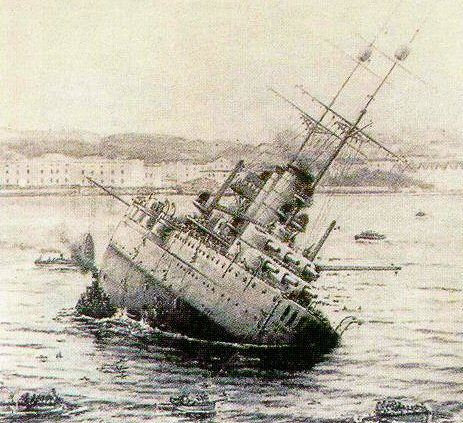
Potopení bitevní lodě Jugoslavia (ex SMS Viribus Unitis)

Řiditelné torpédo Mignatta bylo bojově nasazeno na sklonku první světové války. Odpoledne 31. října 1918 dostal velitel Rakousko-uherského námořnictva pokyn od císaře Karla I., aby předal kontrolu nad svými plavidly nově vzniknuvší Jugoslávii. Jugoslávci mimo jiné převzali rakousko-uherskou vlajkovou loď SMS Viribus Unitis, která se stala vlajkovou lodí námořnictva Jugoslavia.
Dne 31. října v 18:30 z Benátek vyplula italská torpédovka 65 PN, mající na palubě Mignattu a vlekoucí torpédový člun MAS 95. Od ostrova Brijuni už pokračoval samotný člun MAS 95 (velitel Costanzo Ciano), který Mignattu po desáté večer dovlekl do blízkosti rakousko-uherské námořní základny v Pule. Dvoučlenné posádce Mignatty (Raffaele Rossetti a Raffaele Paolucci) se následně podařilo proniknout do přístavu, který poprvé od počátku války nebyl zatemněn a připevnit nálož pod dreadnought Jugoslavia. Protože poté byli spatřeni poslali Mignattu s druhou náloží směrem k molu, kde kotvil parník Wien. Při úniku byla posádka zajata a přepravena na palubu svého cíle. Na základě informace o blížícím se výbuchu admirál Janko Vuković nařídil evakuaci plavidla. Nepodařilo se ji však plně provést. Přibližně v 6:20 nálož vybuchla a během 10 minut se Jugoslavia převrátila a potopila, přičemž zemřelo 400 osob, včetně admirála Vukoviće. Druhý výbuch potopil parník Wien. Dne 3. listopadu 1918 bylo podepsáno příměří. Italští potápěči nevěděli, že plavidla byla několik hodin před útokem předána Jugoslávii.